# Casimira di Anhalt-Dessau
Casimira di Anhalt-Dessau (Dessau, 19 gennaio 1749 – Detmold, 8 novembre 1778) fu una nobile del Anhalt-Dessau e principessa consorte di Lippe-Detmold dal 1769 fino alla morte..

## Biografia
Era figlia di Leopoldo II di Anhalt-Dessau, principe di Anhalt-Dessau dal 1747 al 1751, e di Gisella Agnese di Anhalt-Köthen.
Aveva una gemella, Maria Leopoldina, che nel 1765 venne data in sposa al principe Simone Augusto di Lippe-Detmold.
In seguito alla morte della sorella, avvenuta il 15 aprile 1769, suo padre Leopoldo la destinò a sostituirla così sposò suo cognato il 9 novembre 1769 a Dessau.
Al marito Maria Leopoldina aveva dato un unico figlio, Leopoldo, destinato ad ereditare il titolo del padre.
Casimira diede alla luce un altro figlio:
- Casimiro Augusto (Detmold, 9 ottobre 1777-Berlino, 27 maggio 1809)[3], che secondo alcune fonti divenne principe di Lippe-Detmold nel 1789.

Morì nel 1778 e suo marito contrasse un quarto matrimonio nel 1780 con la principessa Cristina Carlotta di Solms-Braunfels dalla quale non ebbe altri figli.

## Ascendenza
|                                           |                                         |                                           | Genitori                                          |  |  | Nonni |  |  | Bisnonni                                |  |  | Trisnonni                              |  |
|                                           |                                         |                                           |                                                   |  |  |       |  |  | 8. Giovanni Giorgio II di Anhalt-Dessau |  |  | 16. Giovanni Casimiro di Anhalt-Dessau |  |
|                                           |                                         |                                           |                                                   |  |  |       |  |  | 8. Giovanni Giorgio II di Anhalt-Dessau |  |  | 16. Giovanni Casimiro di Anhalt-Dessau |  |
|                                           |                                         | 17. Agnese d'Assia-Kassel                 |                                                   |  |  |       |  |  | 8. Giovanni Giorgio II di Anhalt-Dessau |  |  |                                        |  |
| 4. Leopoldo I di Anhalt-Dessau            |                                         |                                           |                                                   |  |  |       |  |  | 8. Giovanni Giorgio II di Anhalt-Dessau |  |  |                                        |  |
|                                           |                                         | 9. Enrichetta Caterina d'Orange           | 18. Federico Enrico d'Orange                      |  |  |       |  |  |                                         |  |  |                                        |  |
|                                           |                                         | 9. Enrichetta Caterina d'Orange           | 18. Federico Enrico d'Orange                      |  |  |       |  |  |                                         |  |  |                                        |  |
|                                           |                                         | 9. Enrichetta Caterina d'Orange           | 19. Amalia di Solms-Braunfels                     |  |  |       |  |  |                                         |  |  |                                        |  |
| 2. Leopoldo II di Anhalt-Dessau           |                                         | 9. Enrichetta Caterina d'Orange           |                                                   |  |  |       |  |  |                                         |  |  |                                        |  |
|                                           |                                         | 10. Rodolfo Föhse                         | 20. Cristoforo Föse                               |  |  |       |  |  |                                         |  |  |                                        |  |
|                                           |                                         | 10. Rodolfo Föhse                         | 20. Cristoforo Föse                               |  |  |       |  |  |                                         |  |  |                                        |  |
|                                           |                                         | 10. Rodolfo Föhse                         | 21. Eleonora Blandina Schulze                     |  |  |       |  |  |                                         |  |  |                                        |  |
| 5. Anna Luisa Föhse                       |                                         | 10. Rodolfo Föhse                         |                                                   |  |  |       |  |  |                                         |  |  |                                        |  |
|                                           |                                         | 11. Agnese Ohme                           | 22. Giovanni Ohme                                 |  |  |       |  |  |                                         |  |  |                                        |  |
|                                           |                                         | 11. Agnese Ohme                           | 22. Giovanni Ohme                                 |  |  |       |  |  |                                         |  |  |                                        |  |
|                                           |                                         | 11. Agnese Ohme                           | 23. Anna Betken                                   |  |  |       |  |  |                                         |  |  |                                        |  |
| 1. Casimira di Anhalt-Dessau              |                                         | 11. Agnese Ohme                           |                                                   |  |  |       |  |  |                                         |  |  |                                        |  |
|                                           | 12. Emmanuele Lebrecht di Anhalt-Köthen | 24. Emmanuele di Anhalt-Köthen            |                                                   |  |  |       |  |  |                                         |  |  |                                        |  |
|                                           | 12. Emmanuele Lebrecht di Anhalt-Köthen | 24. Emmanuele di Anhalt-Köthen            |                                                   |  |  |       |  |  |                                         |  |  |                                        |  |
|                                           | 12. Emmanuele Lebrecht di Anhalt-Köthen | 25. Anna Eleonora di Stolberg-Wernigerode |                                                   |  |  |       |  |  |                                         |  |  |                                        |  |
| 6. Leopoldo di Anhalt-Köthen              | 12. Emmanuele Lebrecht di Anhalt-Köthen |                                           |                                                   |  |  |       |  |  |                                         |  |  |                                        |  |
|                                           |                                         | 13. Gisella Agnese von Rath               | 26. Balthasar Guglielmo von Rath                  |  |  |       |  |  |                                         |  |  |                                        |  |
|                                           |                                         | 13. Gisella Agnese von Rath               | 26. Balthasar Guglielmo von Rath                  |  |  |       |  |  |                                         |  |  |                                        |  |
|                                           |                                         | 13. Gisella Agnese von Rath               | 27. Maddalena Dorotea von Wuthenau                |  |  |       |  |  |                                         |  |  |                                        |  |
| 3. Gisella Agnese di Anhalt-Köthen        |                                         | 13. Gisella Agnese von Rath               |                                                   |  |  |       |  |  |                                         |  |  |                                        |  |
|                                           |                                         | 14. Carlo Federico di Anhalt-Bernburg     | 28. Vittorio Amedeo di Anhalt-Bernburg            |  |  |       |  |  |                                         |  |  |                                        |  |
|                                           |                                         | 14. Carlo Federico di Anhalt-Bernburg     | 28. Vittorio Amedeo di Anhalt-Bernburg            |  |  |       |  |  |                                         |  |  |                                        |  |
|                                           |                                         | 14. Carlo Federico di Anhalt-Bernburg     | 29. Elisabetta del Palatinato-Zweibrücken-Veldenz |  |  |       |  |  |                                         |  |  |                                        |  |
| 7. Federica Enrichetta di Anhalt-Bernburg |                                         | 14. Carlo Federico di Anhalt-Bernburg     |                                                   |  |  |       |  |  |                                         |  |  |                                        |  |
|                                           |                                         | 15. Sofia Albertina di Solms-Sonnenwalde  | 30. Giorgio Federico di Solms-Sonnenwalde         |  |  |       |  |  |                                         |  |  |                                        |  |
|                                           |                                         | 15. Sofia Albertina di Solms-Sonnenwalde  | 30. Giorgio Federico di Solms-Sonnenwalde         |  |  |       |  |  |                                         |  |  |                                        |  |
|                                           |                                         | 15. Sofia Albertina di Solms-Sonnenwalde  | 31. Anna Sofia di Anhalt-Bernburg                 |  |  |       |  |  |                                         |  |  |                                        |  |
|                                           |                                         | 15. Sofia Albertina di Solms-Sonnenwalde  |                                                   |  |  |       |  |  |                                         |  |  |                                        |  |